# Ievlevo
Ievlevo (en rus: Иевлево) és un poble de l'óblast de Tula, a Rússia, segons el cens del 2010 tenia 1.015 habitants.